# 一道会
一道会（いちどうかい）は、福岡県に本部を置く暴力団。2008年に解散した福岡の山口組系浅川一家を源流とする組織で、指定暴力団六代目山口組の二次団体。

## 来歴
浅川一家が2008年に山口組を除籍となって解散すると、その古参幹部であった一ノ宮敏彰がこの一道会を結成。そして同年内に浅川一家の地盤を引き継ぐ形で山口組の直系組織（二次団体）に昇格した。

## 情勢
本部所在地は福岡県朝倉市堤1016-4

## 会長：一ノ宮 敏彰
1945年生。本名は一ノ宮敏哲。若年期から広く事業を手掛けていたものの、1975年頃に山口組系伊豆組の系列組織に加入、のち別の山口組系列組織への移籍を行うも、再び伊豆組へ。
さらに1985年に初代浅川一家に移籍し、間もなく傘下に「一真会」を立ち上げ頭角を現していった。
翌1986年に総長の浅川一實から盃を受け、同一家の直参（二次団体）へ。浅川睦男率いる二代目体制下にあっては、「舎弟頭」、「若中相談役」、ならびに「顧問」などの役を歴任。
2008年における浅川一家の解散に伴い新たに一道会を結成し、同年、浅川一家の地盤を継いで山口組の直参となった。

## 事務所の使用差し止めと移転
2016年1月9日、事務所に火炎瓶が投げ込まれ、外壁が焼ける事件が発生した。この事件をきっかけに同年8月、福岡県暴力追放運動推進センターが事務所の使用禁止の仮処分を福岡地方裁判所に申し立て、翌9月に認められた。この手続きは、2013年に始まった暴対法に基づく代理訴訟制度によるもの。組事務所は、博多区内で別の山口組系組織が使用していた建物へ移転したが、これが福岡県暴力団排除条例で制限が加えられる暴力団事務所の新規開設および運営に該当し、かつ、同条例で禁止されている小学校から200m以内に事務所を設置する規定に抵触することとなった。これにより2017年1月、福岡県警察は条例違反の容疑で、組員十数名を逮捕している。